# 山口素堂

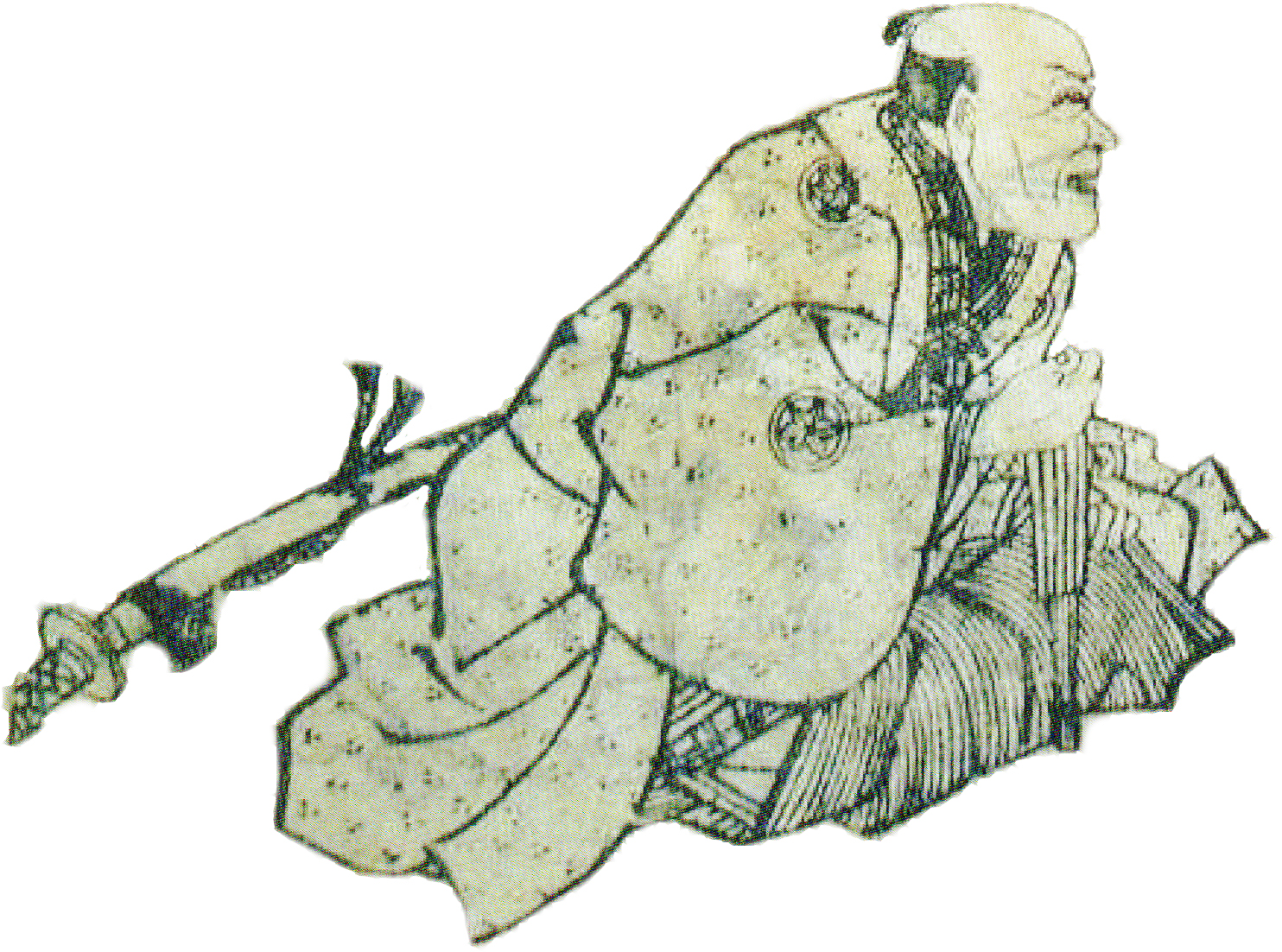
山口素堂像

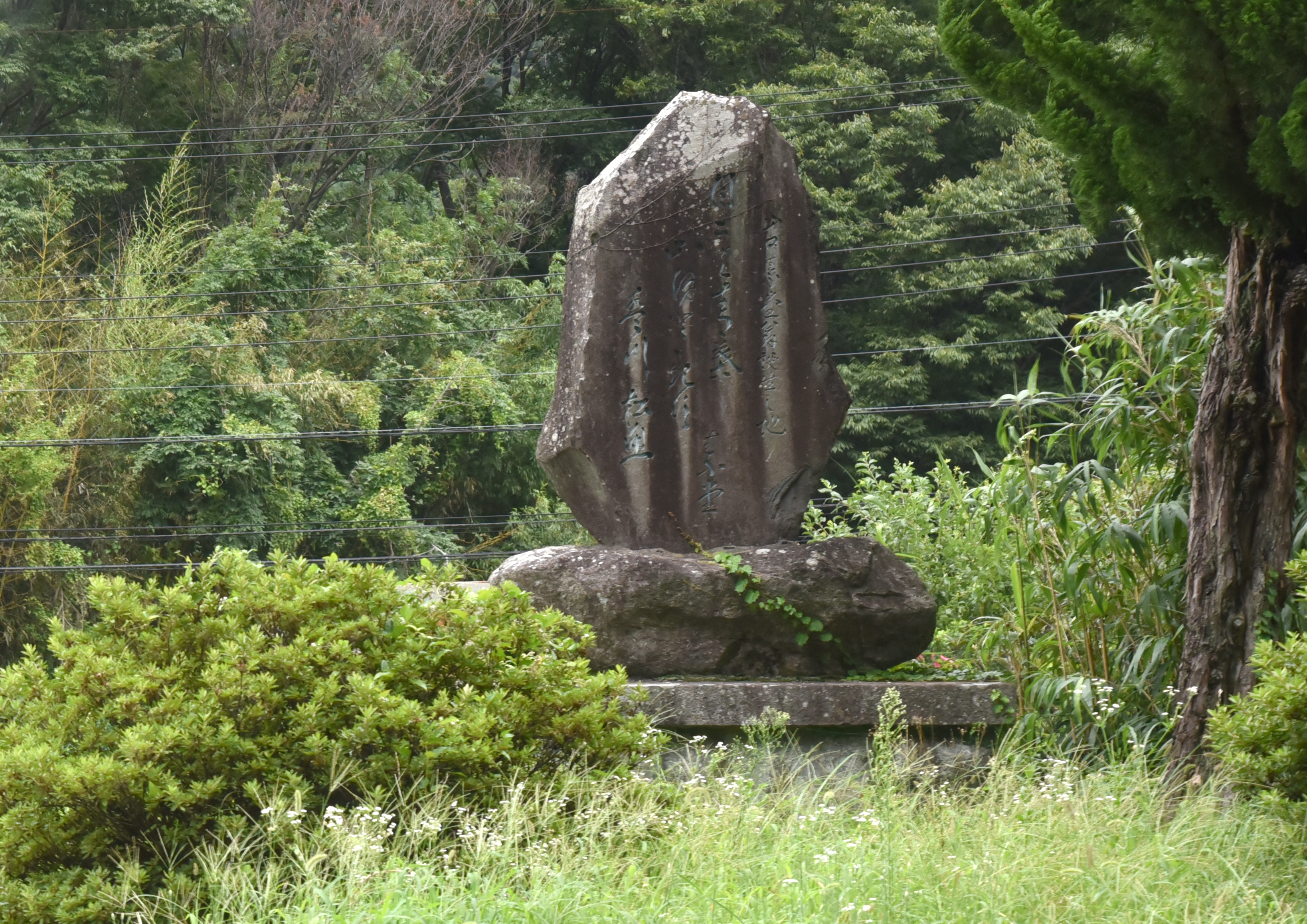
山口素堂生誕の地碑
（山梨県北杜市、白州町上教来石（かみきょうらいし）294番地1

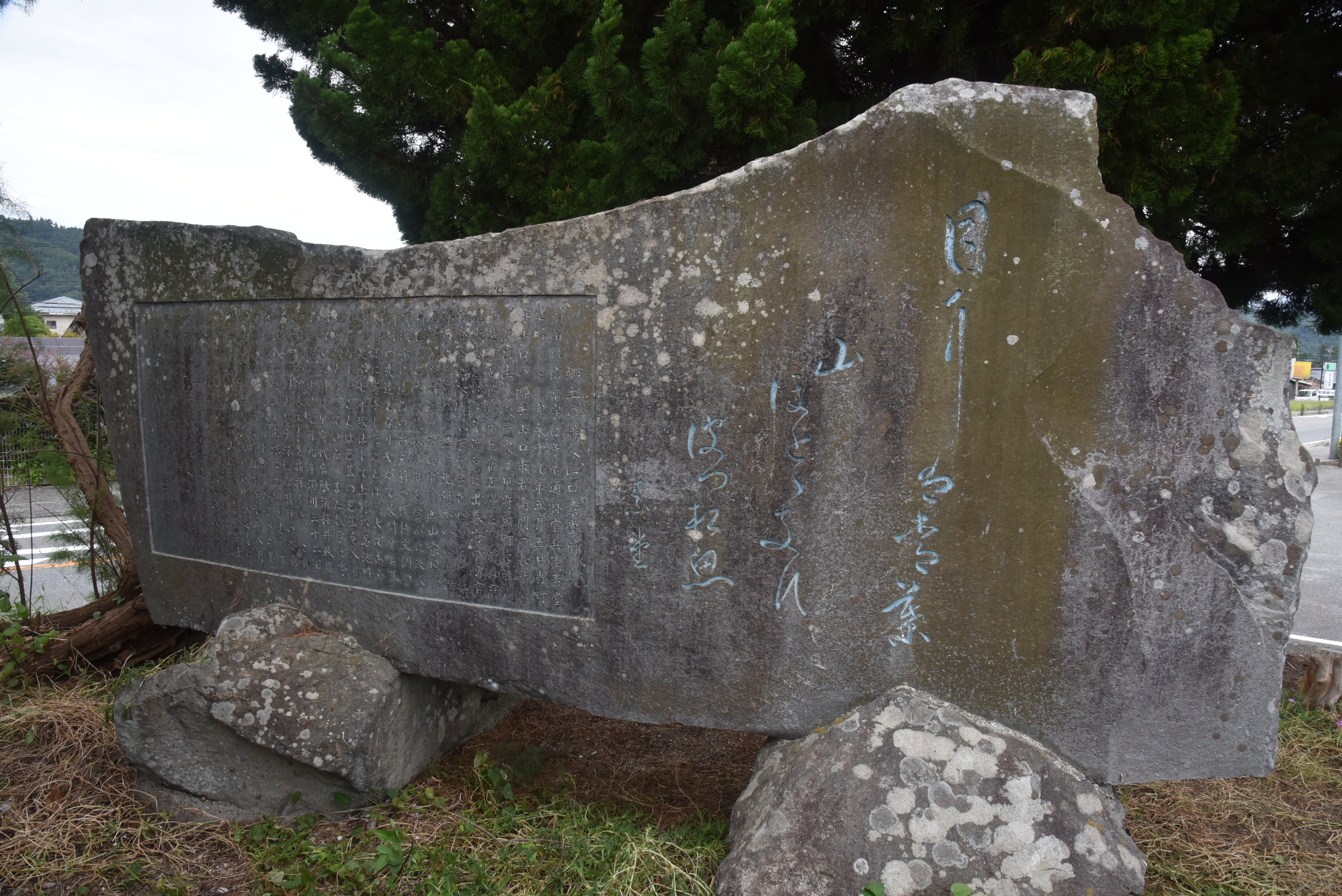
山口素堂の句碑
目には青葉　山ほととぎす　初かつお（山梨県北杜市、北杜市役所白州総合支所敷地内）

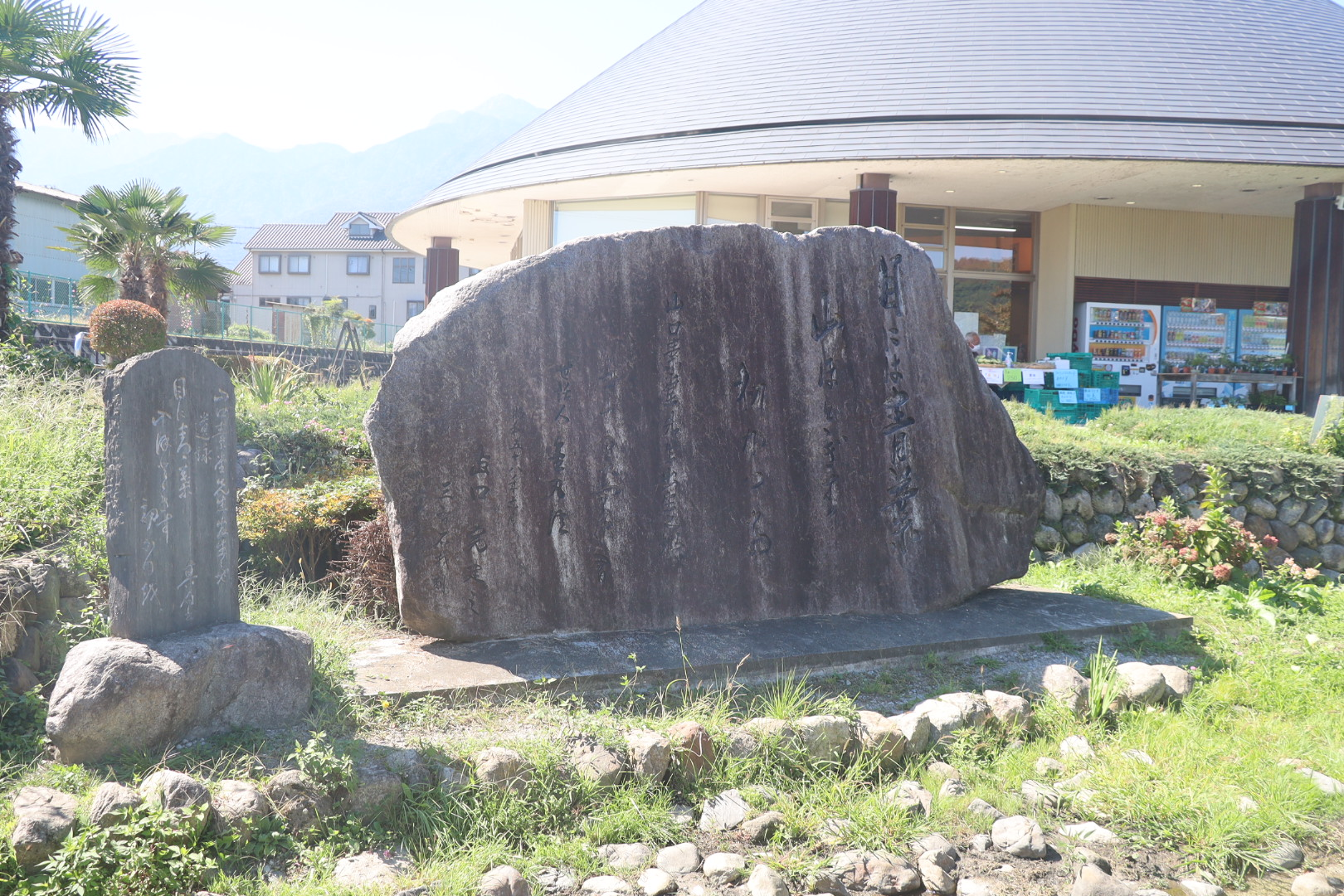
山口素堂の句碑
目には青葉　山ほととぎす　初かつお　（山梨県北杜市、道の駅はくしゅう敷地内）

山口 素堂（やまぐち そどう、寛永19年5月5日（1642年6月1日） - 享保元年8月15日（1716年9月30日））は、江戸時代前期の俳人である。本名は信章。幼名は重五郎、通称は勘（官）兵衛、あるいは市右衛門。字は子普、公商。

## 経歴
生まれは甲斐国巨摩郡上教来石村（現・北杜市、旧北巨摩郡白州町）で、父は山口の郷士山口市右衛門の長子として生まれたといわれるが、生地は元禄8年（1695年）に甲斐を旅した『甲山紀行』によれば甲斐は亡妻の生地と記されており異説もある。家業として甲府魚町で酒造業を営む家庭に生まれ、幼少時に甲府へ移る。
20歳頃に家業の酒造業を弟に譲り江戸に出て林鵞峰に漢学を学び、一時は仕官もしている。俳諧は寛文8年（1668年）に刊行された『伊勢踊』に句が入集しているのが初見。延宝2年（1674年）、京都で北村季吟と会吟し和歌や茶道、書道なども修める。翌延宝3年（1675年）、江戸で初めて松尾芭蕉と一座し深川芭蕉庵に近い上野不忍池や葛飾安宅に退隠し、門弟ではなく友人として以後互いに親しく交流した。晩年には「とくとくの句合」を撰している。
元禄8年（1695年）には甲斐を旅し翌元禄9年（1696年）には甲府代官櫻井政能に濁川の開削について依頼され、測量設計を行い二年ほどで山口堤と呼ばれる堤防を築いた。山梨県甲府市蓬沢に感謝して作られた庄塚という塚が存在する。

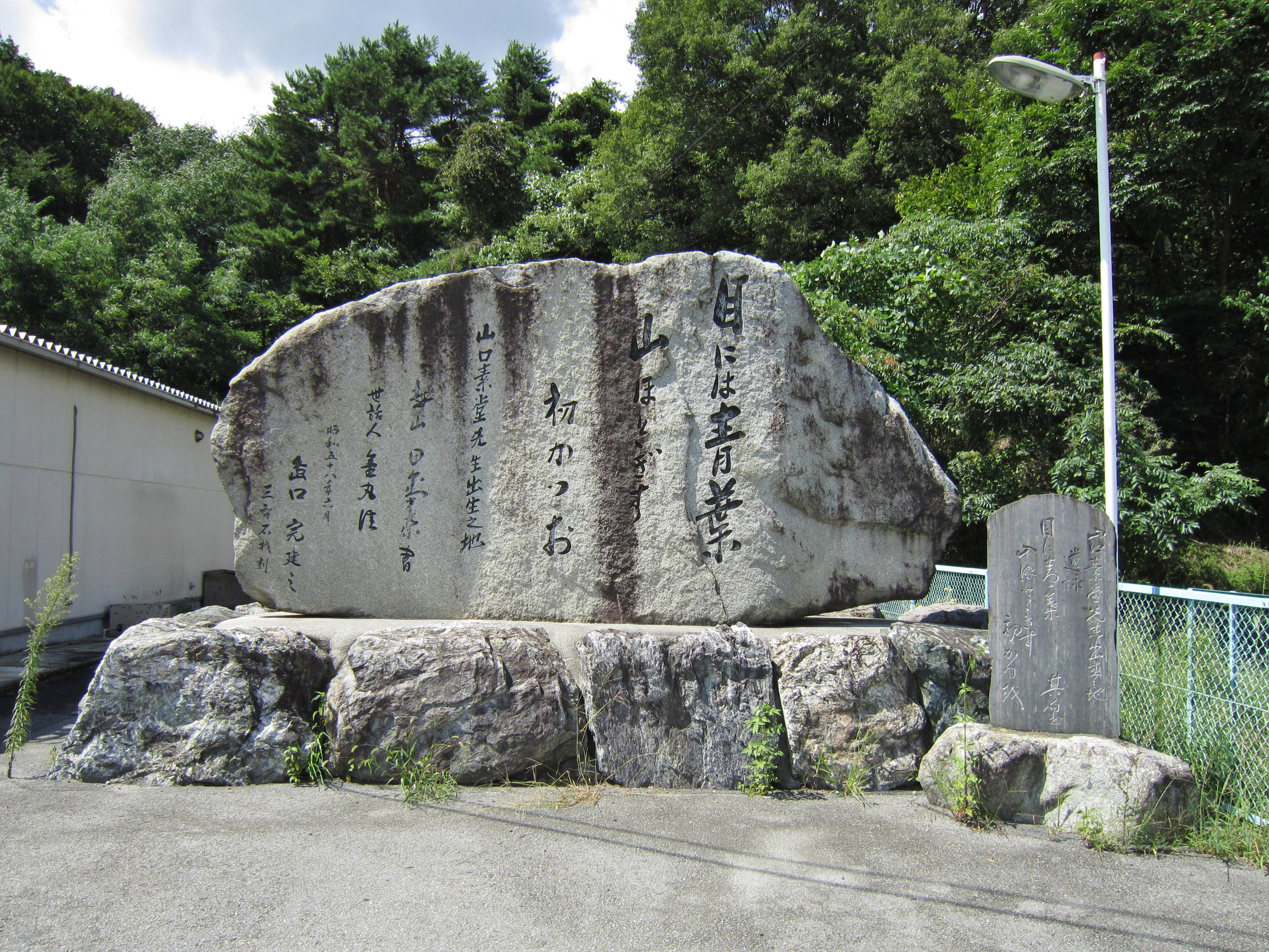
移転前の山口素堂の句碑
（道の駅はくしゅう敷地内の句碑は、現在地より長野県側の国道20号沿いのコンビニエンスストア跡地内に所在していた）

漢詩文の素養が深く中国の隠者文芸の影響を受けた蕉風俳諧の作風であると評されており、延宝6年（1678年）の『江戸新道』に収録されている"目には青葉　山ほととぎす　初鰹"の句で広く知られている。享保元年8月1日没。東京都文京区小石川指ヶ谷町厳浄院に墓がある。広山院秋厳素堂居士。
門人に山口黒露がいる。

## 北杜市内の石碑
生誕の地といわれる山梨県北杜市白州町には、素堂に関連する3基の石碑が現存している
- 山口素堂生誕の地碑（山梨県北杜市、白州町上教来石（かみきょうらいし）294番地北緯35度51分13.13秒 東経138度17分34.14秒 / 北緯35.8536472度 東経138.2928167度
- 句碑（山梨県北杜市、道の駅はくしゅう敷地内）北緯35度48分36.56秒 東経138度19分52.14秒 / 北緯35.8101556度 東経138.3311500度
- 句碑（山梨県北杜市、北杜市役所白州総合支所敷地内）北緯35度48分30.11秒 東経138度20分09.64秒 / 北緯35.8083639度 東経138.3360111度

## 主な作品
目には青葉山郭公（ほととぎす）はつ松魚（かつお）：自評として「とくとくの句合」には「目には青葉といひて耳に郭公、口に鰹とをのづから聞ゆるにや。かまくら中の景色これにすぎず」とある。初夏の風物を視覚、聴覚、味覚で表現されている。